# Giancarlo Tartoni
Giancarlo Tartoni (Vernio, 20 novembre 1948) è un ex ciclista su strada italiano.
Passato professionista nel 1969, in carriera conseguì due vittorie; prese inoltre parte a sette edizioni del Giro d'Italia, concludendone quattro.

## Palmarès
- 1977

Gran Premio Industria e Artigianato
13ª tappa Giro d'Italia

## Piazzamenti

### Grandi Giri
- Giro d'Italia

1971: ritirato (2ª tappa)
1974: 93º
1975: 54º
1976: 60º
1977: ritirato (17ª tappa)
1978: 62º
1979: ritirato (11ª tappa)
- Vuelta a España

1977: ritirato (19ª tappa)